# Heerkönig
Als Heerkönigtum wird in der historischen Forschung eine auf militärischen Fähigkeiten beruhende Herrschaftsform bezeichnet.
Die Bezeichnung „Heerkönig“ ist in den Quellen im Altnordischen in der Namensform herkonungr belegt und ist als parallele Bezeichnung von „Seekönig“ (sækonungr) zu betrachten. Beim Heerkönigtum handelt es sich demnach um einen speziellen Typus des Königtums, das vor allem, aber nicht ausschließlich bei den Germanen verbreitet war. In diesem Zusammenhang leitete sich die Legitimation und Autorität des Heerkönigtums nicht von einem ererbten Adelsanspruch ab, sondern von den Fähigkeiten des Herrschers, über eine größere Menge von Kriegern zu verfügen und diese erfolgreich zu führen. Durch Erfolge ergaben sich materielle Gewinne, die der Gefolgschaft des Königs zuflossen und sie an ihn banden. Grundsätzlich ist der Begriff Heerkönig auch auf nichtgermanische Herrscher anwendbar, die in ähnlicher Weise Macht ausgeübt haben.
In der Forschung wurde das von Walter Schlesinger maßgeblich entwickelte und später von Reinhard Wenskus modifizierte Konzept des Heerkönigtums vor allem auf germanische Stämme der Völkerwanderungszeit bezogen, wobei die Aspekte von Eroberung und Landnahme miteinander einhergingen. Wenngleich sie adliger Abstammung gewesen sein mochten, beruhte die Autorität dieser Anführer nicht auf dynastischen Ansprüchen, sondern auf militärischen Leistungen. Dies wird auf die Entwicklung des Königtums bei den Germanen zurückgeführt, was sich auch linguistisch niederschlug (so löste sich im Gotischen der Zusammenhang von Königsbezeichnung und der Ausübung tatsächlicher politischer Herrschaft), wobei etwa Tacitus vermerkte, dass die Germanen zwischen Königen (im Sinne eines kultisch-dynastisch legitimierten Königtums) und militärischen Anführern unterschieden. Zur Zeit der Kontaktaufnahme mit den Römern habe es bei vielen germanischen Stämmen zwar königliche Familien gegeben, aber oft kein dynastisch legitimiertes Königtum mehr, das sich an den Rändern der germanischen Welt teils hielt. Anführer bzw. in den lateinischen Quellen als rex bezeichnete Herrscher haben sich als erfolgreiche Heerführer hervorgetan und auf dieser Grundlage Herrschaft ausgeübt, mussten ihren Herrschaftsanspruch jedoch durch ständige weitere Erfolge legitimieren. Dennoch sollte sich das Heerkönigtum gegenüber dem älteren sogenannten „Volkskönigtum“ in der Völkerwanderungszeit durchsetzen: Die Heerkönige wurden so zu Gründern neuer Herrschaftsgebilde.
Eine externe Legitimation konnte ebenfalls erfolgen, so im Fall von Childerich I. und Chlodwig I., die nicht nur als germanische Heerführer, sondern auch als römische Amtsträger auftraten. Ähnlich ist das Handeln des gotischen Heerkönigs Alarich I. einzuordnen, der stets bestrebt war, mit Rom eine vertragliche Regelung zu erzielen. Rom wiederum setzte den Titel rex im diplomatischen Verkehr mit germanischen Heerführern gezielt ein. Insofern sind bei der Ausbildung der Institution des Königtums in der Völkerwanderungszeit und im beginnenden Frühmittelalter römische Einflüsse feststellbar. Als frühe Beispiele für Heerkönige gelten Ariovist und Marbod, im Rahmen der Völkerwanderungszeit und des Frühmittelalters etwa der Gotenkönig Theoderich der Große und später verschiedene skandinavische Herrscher (so im Rahmen der Wikingereinfälle).
In neuerer Zeit wird jedoch Schlesingers Konzeption, wonach neben dem Heerkönigtum das Sakralkönigtum als gegeben angesehen wird (was lange Zeit die gängige Forschungsmeinung war), zunehmend kritisiert; so könne man ein älteres sakrales Königtum nicht voraussetzen. Das Heerkönigtum ist im Gegensatz zum Sakralkönigtum in den Quellen besser belegt und nachweisbar, so dass die Existenz des Heerkönigtums auch in der neueren Forschung nicht bestritten wird. Georg Scheibelreiter etwa sieht den militärischen Erfolg der frühen merowingischen Könige, die eine sehr heterogene Truppe führten und über eine gemischte heidnisch-germanische und christianisierte galloromanische Bevölkerung herrschten, als allein legitimationsbegründend an. Das „barbarische Erfolgsdenken“ mit seinem Opportunismus und seiner kämpferischen Grundhaltung sei mit dem römischen Amtsverständnis (das daher immer mehr durch Sippenbeziehungen ersetzt wurde) oder gar mit christlichen Werten nicht eigentlich vereinbar gewesen, doch wurde es von späteren christlichen Geschichtsschreibern uminterpretiert. Insofern bleibt die Erkenntnis, dass militärische Macht und darauf beruhende Erfolge eine zentrale Legitimationsquelle des Königtums in der Umbruchphase der Völkerwanderungszeit und im Frühmittelalter waren.